# The Event
The Event (estilizado como THE EVƎNT) titulado The Event: El suceso en Latinoamérica es una serie de televisión estadounidense de género político y de ciencia ficción creada por Nick Wauters, la cual se estrenó el 20 de septiembre de 2010 por la cadena NBC. La trama principal del programa se centra en la presencia de extraterrestres que han sido detenidos y ocultados por el gobierno de Estados Unidos por más de sesenta y seis años y que pueden ser expuestos a la población general. El 18 de octubre de 2010, la NBC cerró un trato para filmar una temporada de 22 episodios. El 13 de mayo de 2011, la NBC canceló la serie debido a su baja audiencia.

## Sinopsis

### Información general
En 1944, cerca del fin de la Segunda Guerra Mundial una nave de origen desconocido se estrella en la sierra Brooks al norte de Alaska. La misma lleva pasajeros similares a humanos exteriormente, aunque más tarde se terminó confirmando que su origen es extraterrestre. Su ADN es ligeramente diferente (por el uno por ciento) al de los humanos, y envejecen a un ritmo mucho más lento. La mayoría de los supervivientes fueron capturados por el gobierno de Estados Unidos y recluidos en una instalación secreta cercana liderada por las agencias de inteligencia, ya que se negaron a revelar mucho acerca de su origen. Los supervivientes restantes, que solo sufrieron heridas leves, fueron capaces de escapar de la escena de la colisión y actualmente viven entre la población humana. 
El presidente Elías Martínez descubre la existencia de dicha instalación poco después de su toma de posesión, y decide, después de reunirse con la líder de los reclusos, liberarlos y divulgar su existencia al mundo a pesar de las objeciones de las agencias de inteligencia.  Su plan se retrasa cuando intentan asesinarle y dicho asesinato es frustrado por medios más allá de la tecnología humana. La CIA se da cuenta de la existencia de un grupo secreto de alienígenas, a quienes esperan interceptar y posteriormente matarlos. El agente escogido para encabezar dicha misión resulta ser también, un alienígena que se ha infiltrado, como parte de un plan de los mismos alienígenas, que se encuentran internamente divididos, para responder ante la dura situación. 
El único enredado entre estos conflictos es Sean Walker, quien trata de comprometerse con su novia Leila en un crucero en el Mar Caribe, que queda interrumpido cuando ella desaparece misteriosamente del barco. Los intentos desesperados del muchacho por encontrar a su novia finalmente lo forzarán a intervenir en la mayor conspiración contra el gobierno de Estados Unidos y por lo tanto en una frenética carrera contra el tiempo.

### Técnica de Narración
Gran parte del episodio piloto fue narrado casi totalmente en tres retrospectivas diferentes. De acuerdo con Nick Wauters, el creador de la serie, otros episodios posteriores usarán "flashbacks" para desarrollar más a los personajes. “Habrá grandes revelaciones y grandes pistas en cada episodio,” dijo prometiendo a los espectadores que no tendrán que esperar mucho para tener respuestas a preguntas planteadas. Después del estreno del piloto, Nick y el productor ejecutivo Steve Stark respondieron algunas preguntas planteadas en sus Twitter feeds por ejemplo explicando que el destino del avión será revelado en el próximo episodio. Los personajes también tienen Twitter feeds, incluso uno tiene un blog llamado truthseeker5314.com que puede revelar información adicional.

## Episodios
| Temporada | Temporada | Episodios | Audiencia media | Audiencia media | Audiencia media |
| Temporada | Temporada | Episodios | Espectadores    | Share           |                 |
| --------- | --------- | --------- | --------------- | --------------- | --------------- |
|           | 1         | 22        | -               | -               |                 |

## Recepción

### Comentarios
The Event fue una de las cuatro series nuevas proyectadas en la Comic-Con de San Diego en julio de 2010, con The Hollywood Reporter exclamando que la respuesta del público sugirió "El Drama de la NBC The Event vino como un ganador". 
Los comentarios del episodio piloto fueron en general favorables, ganando 67 de 100 en Metacritic se hicieron muchas comparaciones con Lost y 24, cada una con sus emisiones finalizadas. Mary McNamara de Los Angeles Time la llamó "tan grande y prometedora como lo fue Héroes años atrás". Bryan Lowry de Variety lo llamó "un comienzo atractivo". Linda Stasi de New York Post señaló "Si 24, Lost y Los 4400 tuvieran un hijo, ese sería The Event".

### Audiencia
El episodio piloto recibió 10,88 millones de espectadores 3,6/9 de adultos, ocupando el tercer puesto en su horario de 9:00 p. m.. Después de tener un promedio de 9.1 millones de espectadores en sus primeros 4 episodios, la NBC la tomó para una temporada completa. 
No obstante, para el episodio final del 29 de noviembre de 2010, la serie tuvo un bajón del 46% en su audiencia que equivale a un total de 5,83 millones de televidentes, aunque ambos se incrementaron notablemente posteriormente. El 15 de noviembre de 2010, la NBC anunció que The Event tendría un receso después del episodio estrenado el 28 de noviembre y que regresarían para el 28 de febrero de 2011 (posteriormente retrasado al 7 de marzo). A su regreso la serie recibió 5'23 millones de espectadores y una bajada del 26%. La serie desde entonces ha tenido una baja audiencia de 3,85 millones de espectadores el 1 de abril y el 9 de mayo.

### Cancelación y posible continuación de la serie
La serie fue cancelada por la NBC el 13 de mayo de 2011 debido a la baja audiencia de la misma.
Tras la cancelación de la serie, se ha rumoreado que el canal Syfy estaba en conversaciones con los productores de The Event para continuar la serie con una miniserie, punto que posteriormente fue descartado por Craig Engler, ejecutivo del mismo canal.
En 2011, el presidente de la NBC (Robert Greenblatt) reveló la posibilidad de continuar la serie mediante un telefilm en SyFy, ante lo cual dijo: «es alqo que se ha hablado con SyFy, y hace unas semanas era más posible de lo que es hoy, pero la verdad, es que no lo sé».

## Reparto
- Jason Ritter como Sean Walker.
- Sarah Roemer como Leila Buchanan.
- Laura Innes como Sophia Maguire.
- Ian Anthony Dale como agente de la CIA Simon Lee.
- Scott Patterson como Michael Buchanan.
- Clifton Collins, Jr. como Thomas.
- Taylor Cole como Vicky Roberts, una atractiva exagente que anteriormente trabajó para la CIA.
- Lisa Vidal como primera dama Christina Martínez.
- Bill Smitrovich como Vicepresidente Raymond Jarvis.
- Željko Ivanek como Director Nacional de Inteligencia Blake Sterling.
- Blair Underwood como Presidente Elías Martínez.